# Прапор Халіско
Прапор Халіско був прийнятий у 2011 році. Він пофарбований у синьо-золотий колір, у центрі розміщено герб штату. Діаметр герба становить три чверті ширини смуг. Співвідношення прапора 4:7. Стрічки одного кольору можуть розташовуватися біля підніжжя фіалу.  Прапор штату є одним із трьох мексиканських штатів, який є не просто гербом на білому тлі, та єдиним, де немає білого кольору.

## Дизайн і символіка
Значення кольорів державного прапора такі:
- Золотий (жовтий): робіть добро бідним.
- Лазуровий (синій): служіть правителям і розвивати сільське господарство.

### Інші прапори

Прапор Галісійського королівства(16 ст.)
Прапор Нової Галісії(1531–1826)

## Історія
Після здобуття Мексикою незалежності Прісіліано Санчес, губернатор мексиканського штату з 1825 по 1826 рік, запропонував перехідний прапор для штату Халіско, який складається з трьох горизонтальних смуг.
У 2001 році Луїс Хавас оголосив про плани створити прапор для мексиканського штату Халіско. Він запропонував старий прапор Мануеля Родрігеса, що складався з двох синіх смуг і смуги золотого кольору з гербом штату в центрі; він нагадував прапор Нової Галісії або Інтенденції Гвадалахари. Прапор був прийнятий у лютому 2008 року, а 7 травня 2011 року його замінили на нинішній.
16 червня 2023 року Енріке Альфаро, губернатор штату Халіско, святкує 200-річчя свободи та суверенності разом із жителями Халіско. Під час святкування відбулося підняття Державного Прапора та виконання Державного Гімну.

### Історичні прапори

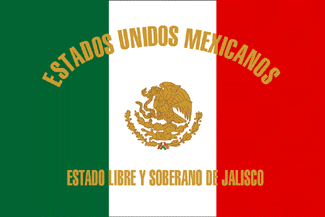
Прапор Халіско (1972–1998)
Прапор Халіско  (1998-2008)
Прапор Халіско  (2008-2011)

## Зовнішні посилання
- Сомос Халіско (Youtube) .